# José Rodríguez Fernández
José Rodríguez Fernández "Trinitro" (Barcelona, 1976) és un polític català.
És llicenciat en Física per la Universitat Autònoma de Barcelona, Màster en Societat de la Informació per la Universitat Oberta de Catalunya, DEA en Sociologia per la Universitat Oberta de Catalunya, tot i que no ha exercit mai com a físic. Ha sigut membre dels claustres de la UAB, Junta de Facultat de Ciències de la UAB, representant dels estudiants de la UAB a l'Institut Joan Lluís Vives. Ha sigut vicesecretari general de l'Associació de Joves Estudiants de Catalunya. Membre del Partit dels Socialistes de Catalunya fins al 2014, on ha exercit diverses responsabilitats orgàniques a la Federació de Barcelona i la Sectorial de Ciberactivisme.
Ha sigut Conseller de Districte d'Horta Guinardó amb les carteres de Seguretat, Serveis Urbans i Mobilitat en les legislatures 2003-2007 i 2007-2011, sota els darrers governs socialistes a Barcelona. Activista de Súmate entre 2012 i 2015, d'on va marxar per diferències en l'orientació al voltant de llengua i identitat amb l'entitat. Ha dirigit diversos estudis sociològics per a l'ANC i la Fundació Irla (ERC) sobre la frontera social entre el món independentista i l'unionisme.
Especialment d'ençà del seu canvi de l'espanyolisme a l'independentisme, ha estat col·laborador en diversos mitjans públics o privats, com a columnista i com a tertulià.
Ha sigut tècnic de la UGT de Catalunya en el gabinet tècnic i de comunicació, com a expert en xarxes, d'on va ser apartat per insultar l'aleshores dirigent socialista i ara president del govern espanyol, Pedro Sánchez, i també com a analista del mercat laboral entre 2000 i 2018. Al 2018 s'incorpora al Gabinet del Conseller de Treball i Afers Socials, Chakir El Homrani Lesfar, com a assessor de discurs i control del Pla Departamental, col·laborant entre d'altres a l'elaboració de l'esborrany del Pla Estratègic de Serveis Socials.
Va ser diputat al Parlament de Catalunya per Esquerra Republicana de Catalunya des de finals de maig del 2019. Posteriorment, després de perdre l'acta a les darreres eleccions al Parlament de Catalunya, va ser repescat per Joan Ignasi Elena, també exsocialista, com a alt càrrec del Departament d'Interior. Manté la seva feina a la UGT, de la qual està en excedència.